# Bahía de Donegal
La bahía de Donegal (del inglés: Donegal Bay); en irlandés: Bá Dhún na nGall es una bahía o ensenada situada en el noroeste de Irlanda. Baña las costas de tres condados: el condado de Donegal en el norte y oeste, y los de Leitrim y Sligo en el sur. Al oeste de la bahía se encuentra el océano Atlántico. En el centro de la bahía se encuentra la localidad de Donegal y la desembocadura del río Eske.
Se trata de la mayor bahía de la Irlanda, y en ella se encuentra Slieve League, los acantilados más altos de Ulster y los sextos de toda Europa, con una altura de 601 m s. n. m.
Algunas de las playas de la bahía son de las mejores para la práctica del surf, debido a una combinación de los vientos del oeste y la forma de embudo de la bahía, que provoca el aumento del oleaje. Las playas de Rossnowlagh y Bundoran son consideradas por la comunidad de surfistas de Europa como unas de las mejores playas para la práctica de este deporte, con buenas instalaciones y una excelente calidad del agua.
En la costa de la bahía se encuentran las localidades de Ballyshannon, Bundoran, Coolmore, Donegal, Killybegs, Mountcharles, Mullaghmore, Rossnowlagh y Tullaghan. En la bahía desembocan: el río Drowes entre Bundoran y Tullaghan, el Erne en Ballyshannon y el Eske en Donegal. Entre las islas situadas en la bahía se encuentra Rotten Island.